# Wermeslaget
Wermeslaget var en svensk studentorkester tillhörande Värmlands nation i Uppsala. Wermelaget spelade storbandsjazz men lades ned i början av 2000-talet. Deras balett Benwermarne finns dock kvar.